# Mitropa

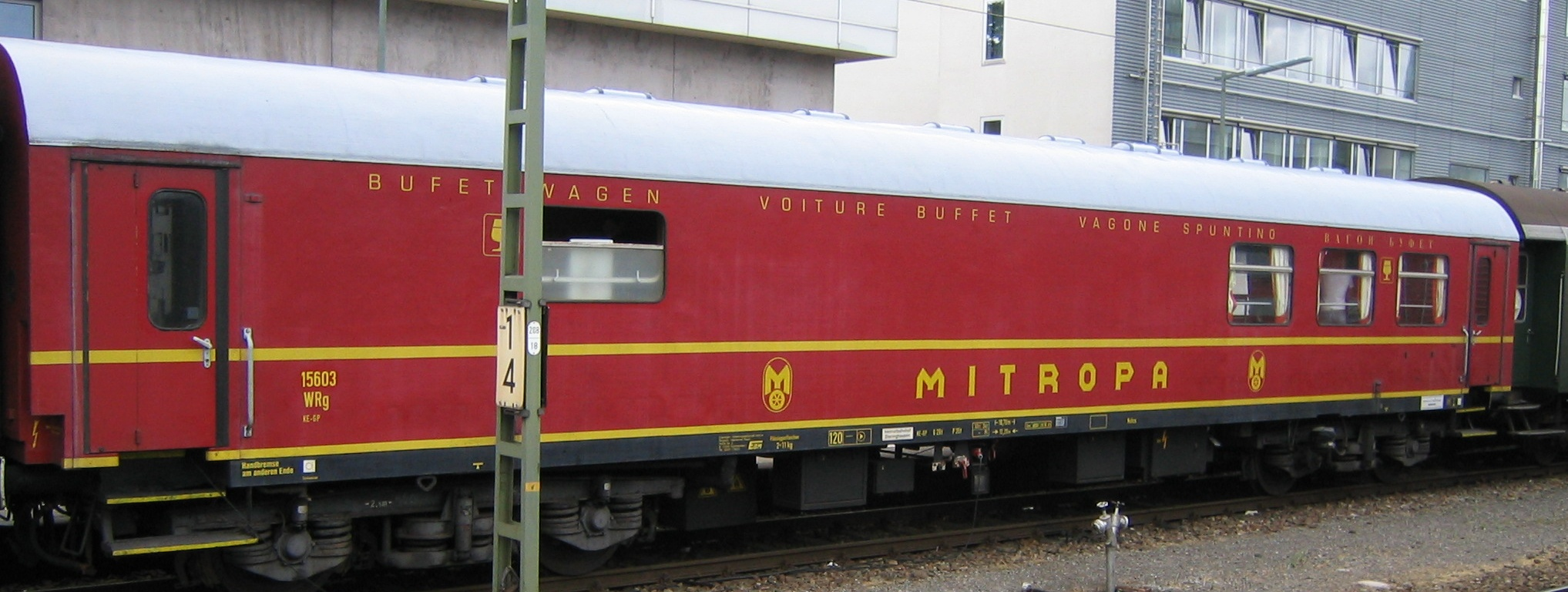
Mitropa-restauratierijtuig

Mitropa, later SSP Deutschland, was bekend als exploitant van restauratie- en slaaprijtuigen in Duitsland gedurende het grootste deel van de 20e eeuw. In 2002 stopte Mitropa hiermee, sindsdien exploiteert ze alleen stations- en wegrestaurants. De naam Mitropa is een acroniem voor Mitteleuropäische Schlaf- und Speisewagen Aktiengesellschaft.

## Geschiedenis
Mitropa werd op 24 november 1916 gedurende de Eerste Wereldoorlog opgericht. De oprichters waren de spoorwegmaatschappijen van Duitsland en Oostenrijk-Hongarije die hun banden met de Compagnie Internationale des Wagons-Lits (CIWL) (dat vijandelijk eigendom was) hadden verbroken. Het materieel was aanvankelijk grotendeels afkomstig van diverse particuliere maatschappijen zoals de DESG, NSG, Kromrey, Scheidling en Riffelmann of was overgenomen dan wel geconfisqueerd van de CIWL. Na de Eerste Wereldoorlog kon Wagons-Lits zijn diensten in de meeste landen van Centraal-Europa hervatten, maar Mitropa bleef actief in Duitsland en op de routes tussen Duitsland, Nederland en Scandinavië. Rond 1940 exploiteerde Mitropa 750 rijtuigen.

### Lijst van Mitropa-treinen
In de lijst staan de treinen van de Mitropa in alfabetische volgorde. Het traject is de route bij de indienststelling, wijzigingen en details staan in het betreffende artikel.
| Naam                  | Traject                                                        | Eerste rit |
| --------------------- | -------------------------------------------------------------- | ---------- |
| Balkan Express        | Berlin-Constantinopel                                          | 1916       |
| Berlin-London Express | Berlin-Hoek van Holland                                        | 1923       |
| Rheingold             | Hoek van Holland - Basel - Luzern                              | 1927       |
| Riviera Express       | Amsterdam en Berlin - Köln - Basel - Simplon - Ventimiglia     | 1934       |
| Skandinavien Express  | Sassnitz en Warnemünde - Magdeburg - Frankfurt am Main - Basel | 1924       |
| Vindobona Express     | Berlin-Wien                                                    | 1957       |

Na de Tweede Wereldoorlog en de Duitse deling werd Mitropa de restauratie-exploitant van de Deutsche Reichsbahn, de spoorwegmaatschappij van de Duitse Democratische Republiek (DDR). Het West-Duitse deel splitste zich af en ging verder als Deutsche Schlafwagen- und Speisewagengesellschaft (DSG). De DSG exploiteerde de restauratierijtuigen voor de Deutsche Bundesbahn (DB).
Na de Duitse hereniging in oktober 1990 bleven Mitropa en de DSG apart opereren, tot op 1 januari 1994 de Deutsche Bundesbahn en de Deutsche Reichsbahn fuseerden tot Deutsche Bahn. Mitropa en DSG gingen verder onder de naam Mitropa. Na financiële problemen, reorganisaties en de verkoop van grote delen van het bedrijf was Mitropa alleen nog actief met stations- en wegrestaurants. De naam Mitropa is in 2006 gewijzigd in SSP Deutschland.